# Передовой (Калмыкия)
Передово́й — посёлок в Городовиковском районе Калмыкии, в состав Лазаревского сельского муниципального образования.
Население — 220 чел. (2012).

## История
Предположительно основан как 1-е отделение основанного в 1930 году совхоза № 112 "Калмыцкий". Как 1-е отделение населённый пункт обозначен на карте генштаба РККА 1941 года. Дата присвоения современного названия не установлена. На карте 1985 года населённый пункт указан как село Передовое.

## Физико-географическая характеристика
Посёлок расположен на западе Городовиковского района в пределах Ставропольской возвышенности. Рельеф местности равнинный. Со всех сторон посёлок окружён полями. На юге посёлок ограничен Ростовским распределительным каналом № 3, относящимся к Право-Егорлыкской оросительно-обводнительной системе.
По автомобильной дороге расстояние до столицы Калмыкии города Элиста составляет 260 км, до районного центра города Городовиковск - 20 км, до административного центра сельского поселения посёлка Лазаревский - 15 км. Ближайший населённый пункт посёлок Бембишево, расположенный в 6 км к востоку от посёлка.
Согласно классификации климатов Кёппена-Гейгера посёлок находится в зоне континентального климата с относительно холодной зимой и жарким летом (Dfa). Почвы - чернозёмы южные и обыкновенные мицеллярно-карбонатные.
Часовой пояс
Передовой, как и вся Республика Калмыкия, находится в часовой зоне МСК (московское время). Смещение применяемого времени относительно UTC составляет +3:00.

## Население
| 2002 | 2010 | 2012 |
| ---- | ---- | ---- |
| 244  | ↘224 | ↘220 |

Национальный состав
Согласно результатам переписи 2002 года большинство населения составляли турки (54 %) и русские (28 %)

## Социальная инфраструктура
В Передовом действует Передовая начальная школа - филиала Кировской средней общеобразовательной школы, расположенной в посёлке Лазаревский.